# Герб Сен-Бартелемі

Герб Сен-Бартелемі

Герб Сен-Бартелемі — щит, розділений на три смуги. На верхній — символ ще монархічної бурбонської Франції «флер де ліс», три білі лілії на синьому полі. На середній, червоній смузі — білий мальтійський хрест. Внизу — геральдичний символ Швеції «тре крунур», три золоті корони на синьому полі. Щитотримачі — два Пелікани. Напис «Ouanalao» — так острів називали місцеві індіанці араваки. Символіка герба зрозуміла: Франція все ж взяла гору над Швецією в боротьбі за володіння Сен-Бартелемі.
На білому тлі цей герб служить неофіційним прапором Сен-Бартелемі.